# Vlag van De Bilt

Vlag van de gemeente De Bilt

Vlag van De Bilt (1963 - 2001)

De vlag van De Bilt werd per 1 januari 2001 door de gemeenteraad van De Bilt aangenomen als gemeentelijke vlag. De vlag verving een eerder ontwerp in verband met samenvoeging van de gemeenten De Bilt en Maartensdijk. De vlag heeft een hoogte-breedteverhouding van 2:3. Op een gele ondergrond staat in blauw aan de hijszijde een driehoek met als hoekpunten de linker bovenhoek en linker onderhoek van de vlag, en een punt op 2/3 van de lengte van de vlag. Een vierkant rooster staat met twee hoekpunten op de scheidingslijn van het gele en blauwe vlak. In het blauwe deel is het rooster wit van kleur, in het gele deel is het zwart van kleur. Het ontwerp en de kleuren zijn ontleend aan het wapen van De Bilt.
Het rooster is het symbool van St. Laurentius, schutspatroon van het klooster van Oostbroek waaronder De Bilt vroeger viel. De driehoek is het symbool van St. Maarten die de helft van zijn mantel aan een bedelaar schenkt. Deze kwam voor in het oude wapen van Maartensdijk.

## Vorige vlag
De vorige vlag die voor 2001 werd gebruikt was gebaseerd op het oude wapen van De Bilt. Het rooster en de kleuren zwart en wit zijn ontleend aan het oude wapen van De Bilt, de combinatie van rood en wit aan het wapen van het klooster van Oostbroek. Het ontwerp was van de hand van Klaes Sierksma; de vlag werd tijdens de raadsvergadering van 12 februari 1963 ingesteld. Het gebruik van de kleuren rood en wit maakte de vlag minder somber en deed hem ook minder op de vlag van de buurgemeente Zeist lijken, terwijl de Hoge Raad van Adel het onderscheid tussen deze vlag en de vlag van Oostenrijk voldoende groot vond om het ontwerp goed te keuren.

## Verwante symbolen

Wapen van De Bilt
Wapen van De Bilt (1816)
Vlag van Maartensdijk